# DivinaQ
《DivinaQ》，或《Divina Cute》，是玩酷科技所製作的動作角色扮演遊戲（ARPG），對應Android和iOS雙平台。遊戲於2016年3月推出，角色與劇情重製改編自Windows遊戲《幻月之歌》，主要遊戲內容是操作一個小隊伍進行即時制的隊伍戰。所有角色都被分為4種類型，6種屬性。